# Serengeti Golf Club
De Serengeti Golf and Wildlife Estate is een nieuwe 'design'-woonwijk in de Zuid-Afrikaanse provincie Gauteng, op 15 km afstand van de OR Tambo International Airport.
Serengeti wordt ontwikkeld door African Kingdom Holdings. Het gebied ligt tussen Pretoria en Johannesburg, ten oosten van Highway R21. Serengeti is vergelijkbaar met een gated community en heeft rangers die het gebied bewaken.
Het gebied omvat 780 hectare, waarvan minimaal 280 hectare natuur blijft. Op het terrein is ook een woonzone met landhuizen uitgebouwd. In het dorp is een plein met winkels.
Sinds juni 2009 heeft Serengeti een eigen golfclub. De golfbaan werd ontworpen door Jack Nicklaus. Hier werd in november 2011 het Zuid-Afrikaans Open 2011 gespeeld.
De 18 holesbaan in Serengeti kreeg de naam Masai Mara terwijl de 9 holesbaan Whistling Thorn wordt genoemd.